# Solná komora

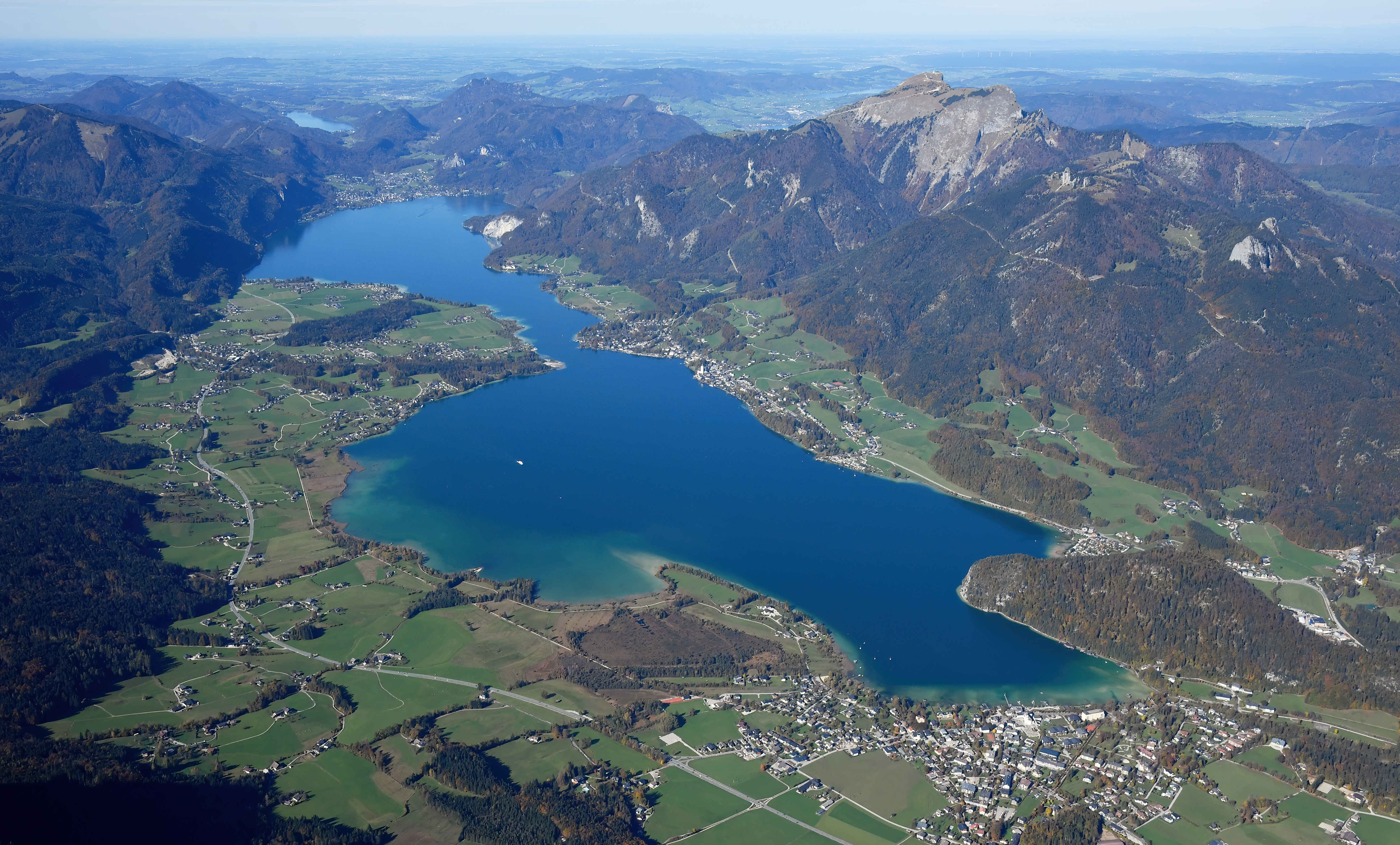
Krajina Solné komory – Wolfgangsee s horou Schafberg

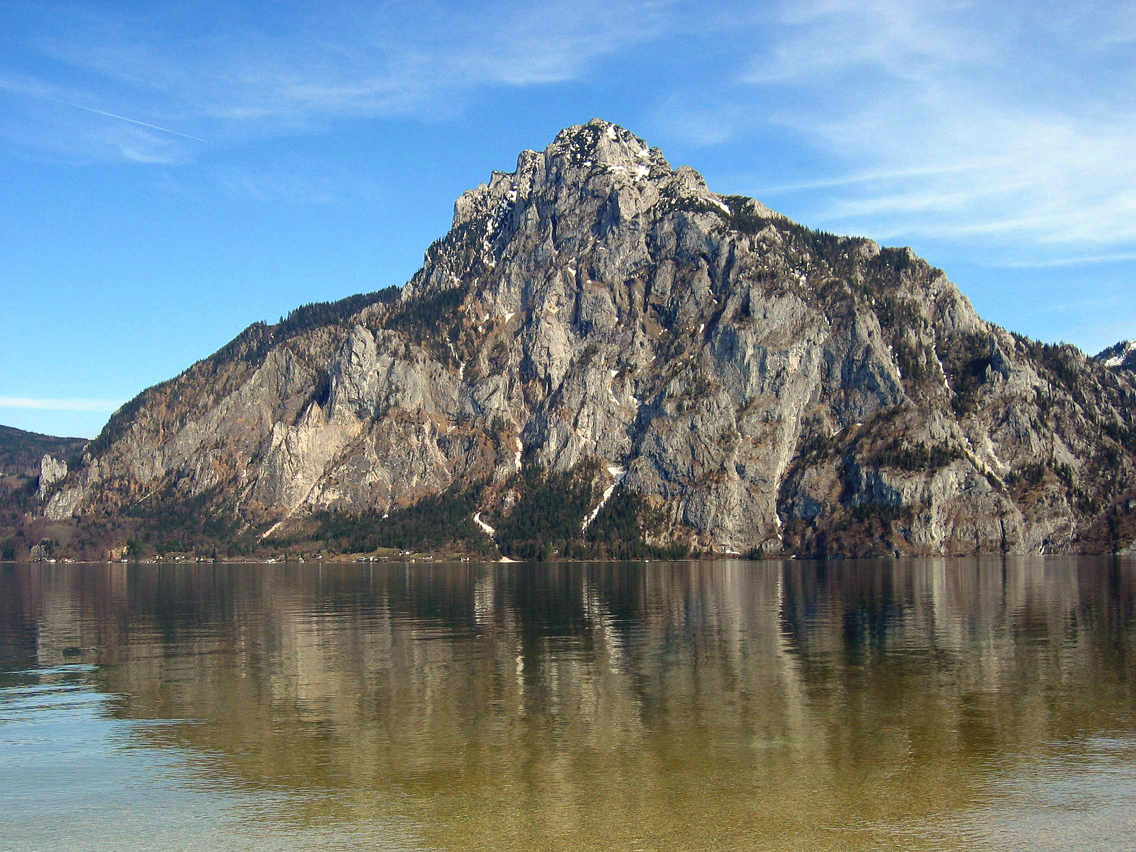
Hora Traunstein nad Traunsee

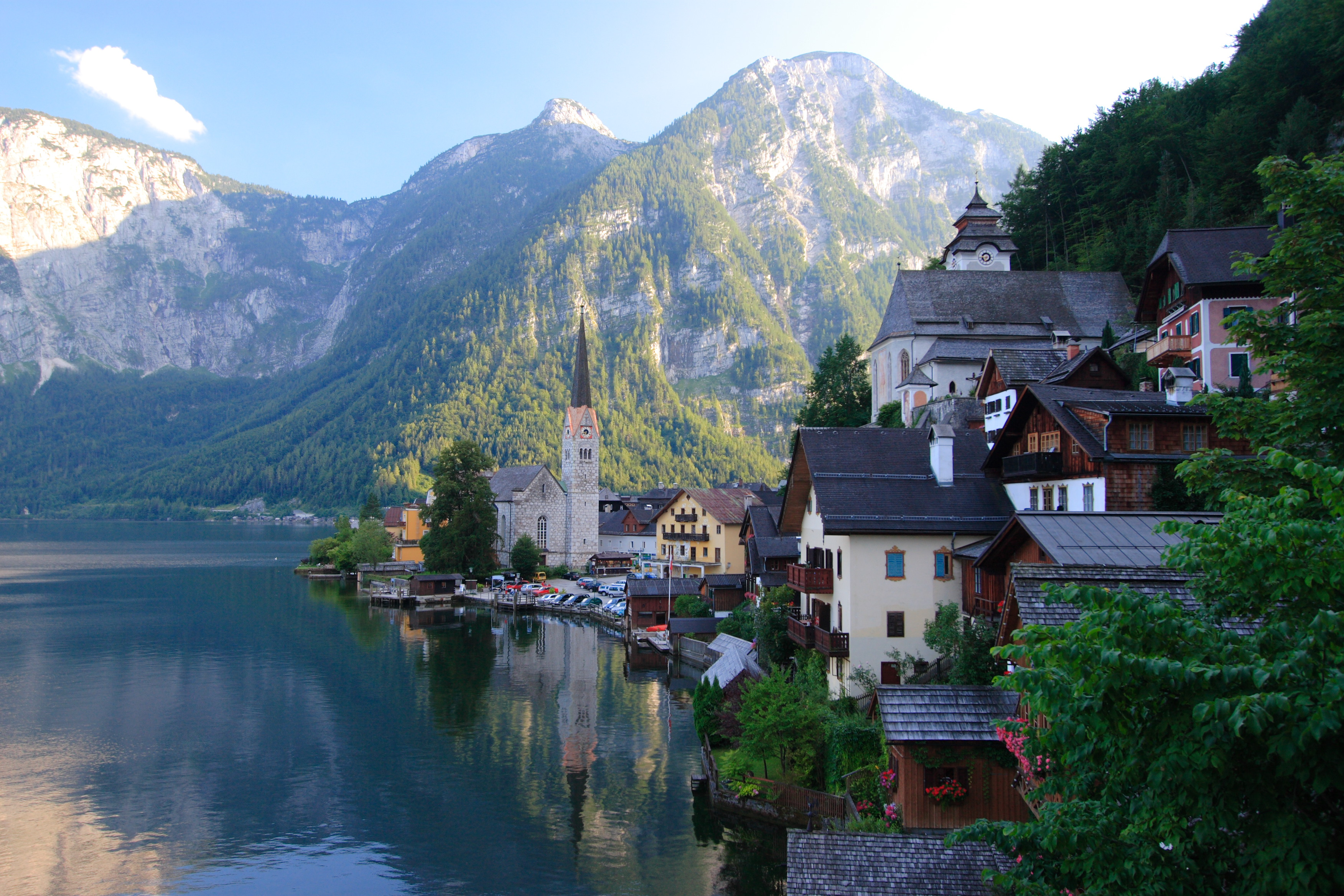
Hallstatt na jihu Solné komory

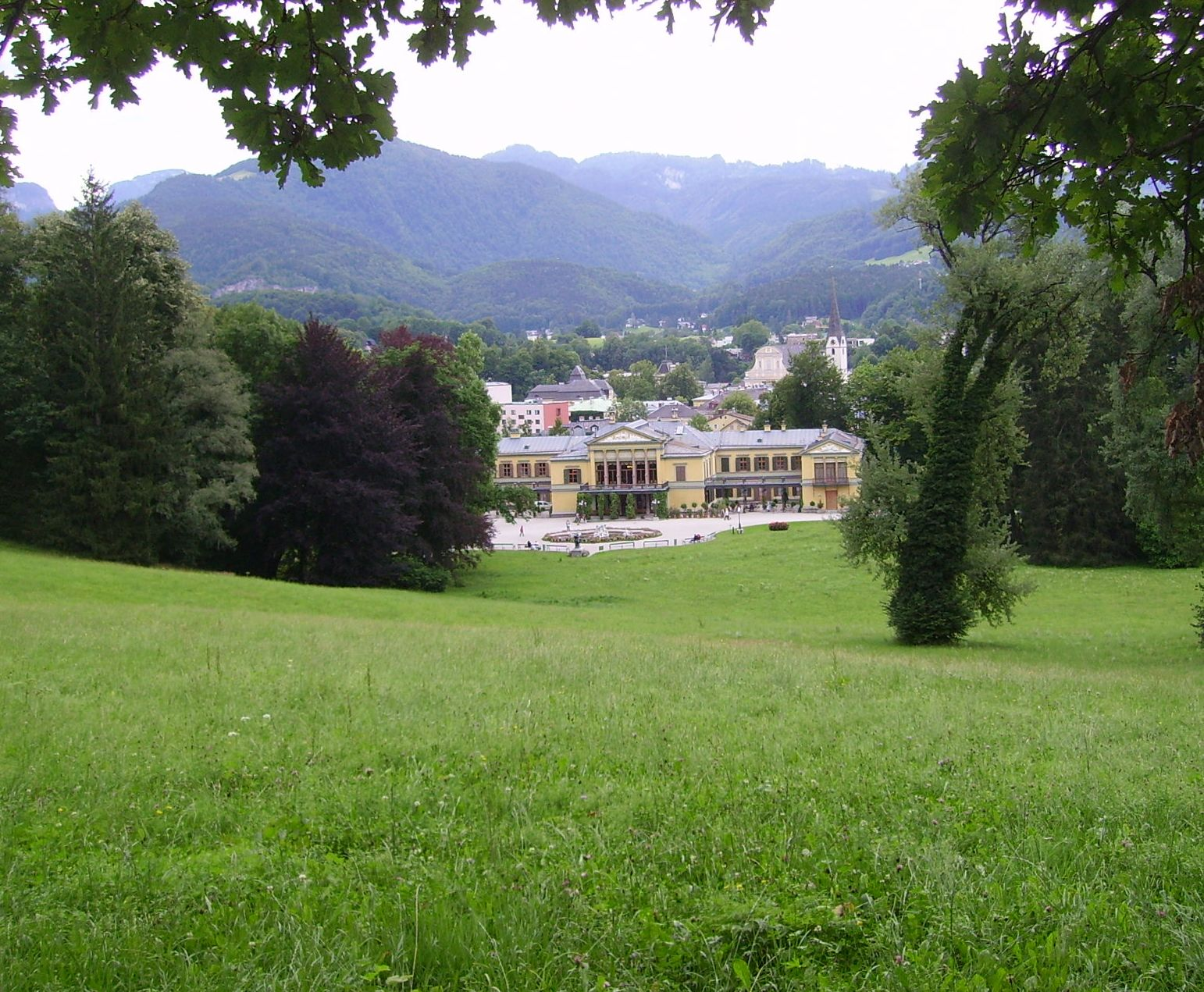
Císařská vila v Bad Ischlu

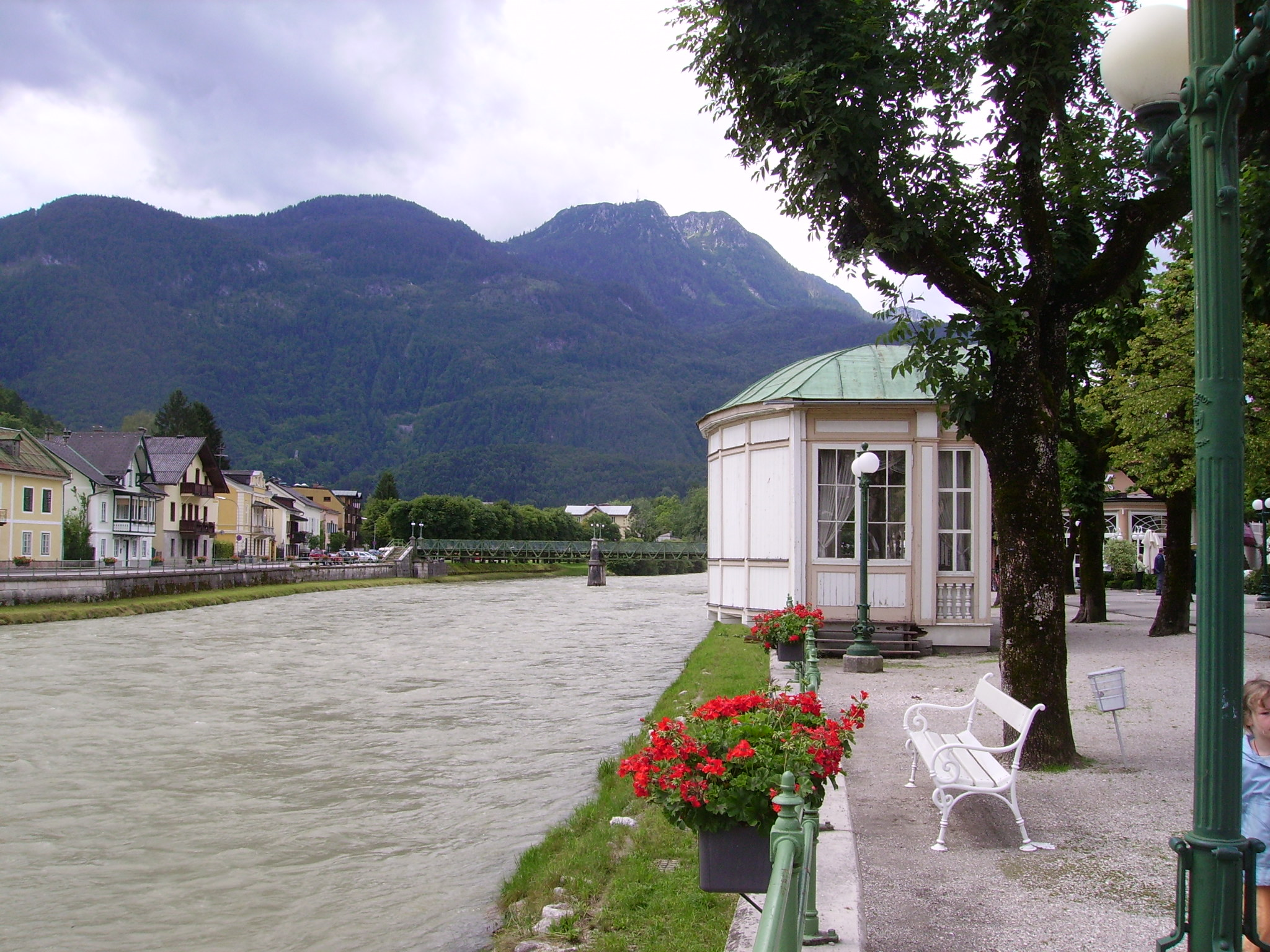
Řeka Traun v Bad Ischlu

Solná komora (německy Salzkammergut) je oblast ve středním Rakousku na území spolkových zemí Salcbursko, Horní Rakousy a Štýrsko, v Severních vápencových Alpách. Reliéf Solné komory tvoří tektonické jezerní pánve vzájemně oddělené jednotlivými vápencovými hřbety hor Solné komory. Ze tří světových stran je oblast výrazně ohraničena mohutnými horskými skupinami - na východě Totes Gebirge, na jihu masiv Dachsteinu a Tennengebirge a na západě Berchtesgadenské Alpy. Na severu přechází do Předalpí. Osu oblasti tvoří řeka Traun, na západním okraji protéká řeka Salzach. V roce 1997 byla jižní část Solné komory v okolí Dachsteinu a Hallstatu zařazena na seznam Světového dědictví UNESCO. Doslovný překlad výrazu Salzkammergut znamená statek (ve smyslu „majetek“) Solné komory, tedy úřadu ustaveného k ochraně a využití místních solných ložisek. K prohlášení celé oblasti „komorním majetkem“ došlo za vlády Přemysla Otakara II. roku 1250.

## Historie
Již v době keltského osídlení se v tomto kraji těžila sůl (Hallstatt). Ve středověku měnila oblast majitele až se dostala pod císařskou finanční správu neboli komoru. Pod vládou Habsburků bylo celé území po dlouhou dobu izolováno od ostatních částí Rakouska. Směly se zde zdržovat jen osoby, které se zde narodily, bez povolení se nikdo nesměl odstěhovat ani přistěhovat. Na druhou stranu se obyvatelům dostávalo jinde nebývalé péče a výhod včetně osvobození od vojenské služby. Vnitřní část území byla i špatně komunikačně dostupná. Spojení s okolním světem obstarávala hlavně lodní doprava a obchodní stezky vedoucí místy v močálech. Až v roce 1872 se začalo se stavbou silnice vedoucí do Bad Ischlu, kde si nechal císař František Josef I. vybudovat své letní sídlo. Sůl ze Solné komory se vyvážela i do Čech, kvůli tomu byla v letech 1827 – 1836 zprovozněna Koněspřežná dráha z Gmundenu přes Linec do Českých Budějovic. Do městečka Gmunden při výtoku řeky Traun ze stejnojmenného jezera byla v roce 1842 kvůli přepravě soli prodloužena koněspřežná železnice České Budějovice – Linec. Ta také Solnou komoru zpřístupnila přílivu návštěvníků včetně členů vídeňského císařského dvora.

## Jezera
Almsee, Altausseer See, Attersee, Elmsee, Fuschlsee, Gosauseen, Grundlsee, Hallstätter See, Hintersee, Irrsee, Kammersee, Lahngangsee, Langbathseen, Laudachsee, Mondsee, Nussensee, Offensee, Ödensee, Ödseen, Schwarzensee, Toplitzsee, Traunsee, Wildensee, Wolfgangsee

## Obce a města regionu
Do regionu Salzkammergut náleží 54 obcí a měst. Největšími městy jsou Bad Ischl, Gmunden a Vöcklabruck.
- Altaussee 720 - 1800 m n. m., 1897 obyvatel
- Altmünster 442 m n. m., 9604 obyvatel
- Attersee am Attersee 469 m n. m., 1560 obyvatel
- Aurach am Hongar 488 m n. m., 1585 obyvatel
- Bad Aussee 650 - 1000 m n. m., 5037 obyvatel
- Bad Goisern 504 m n. m., 8462 obyvatel
- Bad Ischl 468 m n. m., 16680 obyvatel
- Bad Mitterndorf 812 m n. m., 3035 obyvatel
- Bad Wimsbach-Neydharting 385 m n. m., 2300 obyvatel
- Berg im Attergau 648 m n. m., 990 obyvatel
- Ebenau 607 m n. m., 1352 obyvatel
- Ebensee 425 m n. m., 8000 obyvatel
- Faistenau 786 m n. m., 2900 obyvatel
- Frankenmarkt 536 m n. m., 3600 obyvatel
- Fuschl am See 670 m n. m., 1470 obyvatel
- Gmunden 425 m n. m., 15075 obyvatel
- Gosau 767 m n. m., 2000 obyvatel
- Grünau im Almtal 528 m n. m., 2100 obyvatel
- Grundlsee 712 m n. m., 1218 obyvatel
- Gschwandt 523 m n. m., 2500 obyvatel
- Hallstatt 508 m n. m., 950 obyvatel
- Hintersee 746 m n. m., 460 obyvatel
- Hof bei Salzburg 730 m n. m., 3600 obyvatel
- Innerschwand 493 m n. m., 1068 obyvatel
- Koppl 753 m n. m., 3150 obyvatel
- Laakirchen 441 m n. m., 9133 obyvatel
- Mondsee 481 m n. m., 3100 obyvatel
- Nussdorf am Attersee 500 m n. m., 1100 obyvatel
- Oberhofen am Irrsee 573 m n. m., 1335 obyvatel
- Obertraun 514 m n. m., 764 obyvatel
- Oberwang 572 m n. m., 1572 obyvatel
- Pichl-Kainisch 803 m n. m., 718 obyvatel
- Pinsdorf 493 m n. m., 3585 obyvatel
- Scharnstein 501 m n. m., 4876 obyvatel
- Schörfling am Attersee 510 m n. m., 3163 obyvatel
- Schwanenstadt 389 m n. m., 4330 obyvatel
- Seewalchen am Attersee 495 m n. m., 4977 obyvatel
- St. Georgen im Attergau 540 m n. m., 6546 obyvatel
- St. Gilgen 542 m n. m., 3706 obyvatel
- St. Konrad 585 m n. m., 1033 obyvatel
- St. Lorenz 486 m n. m., 2008 obyvatel
- St. Wolfgang 540 m n. m., 2797 obyvatel
- Steinbach am Attersee 473 m n. m., 907 obyvatel
- Straß im Attergau 579 m n. m., 1498 obyvatel
- Strobl 542 m n. m., 3466 obyvatel
- Tauplitz 900-2000 m n. m., 1005 obyvatel
- Thalgau 545 m n. m., 5300 obyvatel
- Tiefgraben 740 m n. m., 3577 obyvatel
- Traunkirchen 422 m n. m., 1775 obyvatel
- Unterach am Attersee 468 m n. m., 1500 obyvatel
- Vöcklabruck 433 m n. m., 12000 obyvatel
- Vöcklamarkt 488 m n. m., 5000 obyvatel
- Weyregg am Attersee 482 m n. m., 1503 obyvatel
- Zell am Moos 573 m n. m., 1400 obyvatel